# Mikroregion Ji-Paraná

Mikroregion Ji-Paraná

Mikroregion Ji-Paraná – mikroregion w brazylijskim stanie Rondônia należący do mezoregionu Leste Rondoniense. Ma powierzchnię 25 124,8 km².

## Gminy
- Governador Jorge Teixeira
- Jaru
- Ji-Paraná
- Mirante da Serra
- Nova União
- Ouro Preto do Oeste
- Presidente Médici
- Teixeirópolis
- Theobroma
- Urupá
- Vale do Paraíso